# علم النفس السردي
يُعد علم النفس السردي (بالإنجليزية: علم النفس السردي)‏ منظوراً في علم النفس يهتم بطبيعة السلوك البشري؛ أي كيفية تعامل البشر مع القصص وتأثير استماعهم إلى قصص الآخرين. ويفترض علم النفس السردي أن السلوك البشري والتجارب غنية بالمعاني والقصص، ويدرس كيفية بناء البشر للقصص من أجل التعامل مع تجاربهم.

## التعريف
تُستخدم كلمة سرد بطريقة محددة، أي أنها تُعد طريقة للتعبير عن تجارب الحياة بطريقة هادفة. وعلم النفس السردي لا يدل على نظرية واحدة أو نظرية محددة بدقة، بل يشير إلى مجموعة من أساليب القصص الموجودة في حياة الإنسان وفكره. وفي علم النفس السردي، تصبح قصة حياة الشخص شكلاً من أشكال الهوية، بحيث تعبّر عن طريقة تفكيره في الحقائق والأحداث في حياته. أي أنها نهجٌ اجتماعيّ بنَّاء يدرس الآثار المترتبة على هذه القصص للأفراد والمجتمعات.

## التاريخ
في سبعينيات القرن العشرين، اهتم  علماء النفس بالقصص والحكايات اليومية للحياة، وظهر مصطلح علم النفس السردي من ثيودور آر.ساربين في كتابه الصادر عام 1986 "علم النفس السردي: طبيعة السلوك البشري" والذي ذكر فيه أن السلوك البشري يمكن تفسيره بشكل أفضل من خلال القصص، وأن هذا التفسير يجب أن يكون من خلال البحث النوعي. تحدث ساربين أيضاً على أن "السرد" يمثل استعارة جذرية لعلم النفس يجب أن تحل محل الاستعارات الميكانيكية والعضوية التي شكلت الكثير من النظرية والبحوث في الانضباط في القرن الماضي.
واكتشف عالم النفس جيروم برونر "النوع السردي من المعرفة" بطريقة تجريبية أكثر في كتابه الصادر عام 1986 "العقول الفعلية، العوالم المُمْكنة". وهنا يميّز برونر بين شكلين للفكر: "النموذج الفكري" و"النموذج السردي"، مُشيراً إلى أنهما أساسيان ولكنهما غير قابلين لاختزال بعضهما البعض.
لقد عُزز النهج السردي أيضًا من عالم نفس الشخصية دان بي ماك آدامز الذي طرح نموذجًا لقصة حياة للهوية لوصف ثلاثة مستويات من الشخصية، مما أدى إلى استكشاف كيفية سرد التحولات الحياتية المهمة وكيف "تتلاقى الذات والثقافة معًا في السرد".
أصبحت المقاربات النفسية السردية مؤثرة في البحث في الذات والهوية، حيث يمكن لتحليل قصص الحياة استكشاف "وحدة وتماسك" الذات. وفي الآونة الأخيرة، سعى علم النفس السردي إلى استخدام البحث الكمي لدراسة الاتصال والهوية، ودراسة الروايات للحصول على بيانات تجريبية حول الإدراك الاجتماعي البشري والتكيف.

## الممارسة
يستخدم علماء النفس السرديون المقابلات لإعطاء الفرصة لمن يقابلون بأن يقدّيم سرداً مفصلاً عن حياته أو عن أحداث معين، وبعد ذلك، يمكن كتابة هذه الروايات وتحليلها ومن ثم وصفها وتفسيرها.

## النماذج
وفقًا لبراون وتايلور (1997)، فقد قدَّم العبيد الأمريكيون من أصل أفريقي مساهمات في علم النفس السردي من خلال المشاركة في مشروع الكُتاب الفيدراليين الذي جرى من عام 1937 إلى عام 1938. وفي هذا المشروع، شارك ما يقرب من ثلاثمائة عامل ميداني في عملية إجراء مقابلات مع 2000 عبد عبر سبع عشرة ولاية لتكوين سرد من قصص العبيد السابقين عن حياتهم كعبيد، وخلال فترة ما بعد الحرب الأهلية. قيل أن واحداً من أفضل من أجرى معهم مقابلة هي الفولكلورية روبي بيكنز تارت، التي عملت بشكل أساسي في مقاطعة سمتر الريفية في ألاباما، وسجلت بالضبط ما قاله العبيد، وبنت عليها الحكايات الشعبية.

## المستقبل
يؤكد تي. إل. برنك وفيكتوريا كارالون (2022) أن المدارس التاريخية والمعاصرة المختلفة لعلم النفس (على سبيل المثال، علم النفس الإيجابي) تتقارب مع السرد بوصفه عنصراً مركزياً في العلم النفس في القرن الحادي والعشرين، والتوسط بين مثل هذه التركيبات مثل الحالة المزاجية والمواقف وسمات الشخصية والأدوار.

## أنظر أيضا
- البنائية
- جيروم برونر
- مارك تيرنر
- العلاج السردي
- تحليل السيناريو
- ثيودور ر. ساربين